# Strobilomyia abieticola
Strobilomyia abieticola är en tvåvingeart som beskrevs av Griffiths 2004. Strobilomyia abieticola ingår i släktet Strobilomyia och familjen blomsterflugor. Inga underarter finns listade i Catalogue of Life.